# Мартр-де-Ривьер
Мартр-де-Ривье́р (фр. Martres-de-Rivière, окс. Martras de Ribèra) — коммуна во Франции, находится в регионе Юг — Пиренеи. Департамент — Верхняя Гаронна. Входит в состав кантона Барбазан. Округ коммуны — Сен-Годенс.
Код INSEE коммуны — 31323.

## География

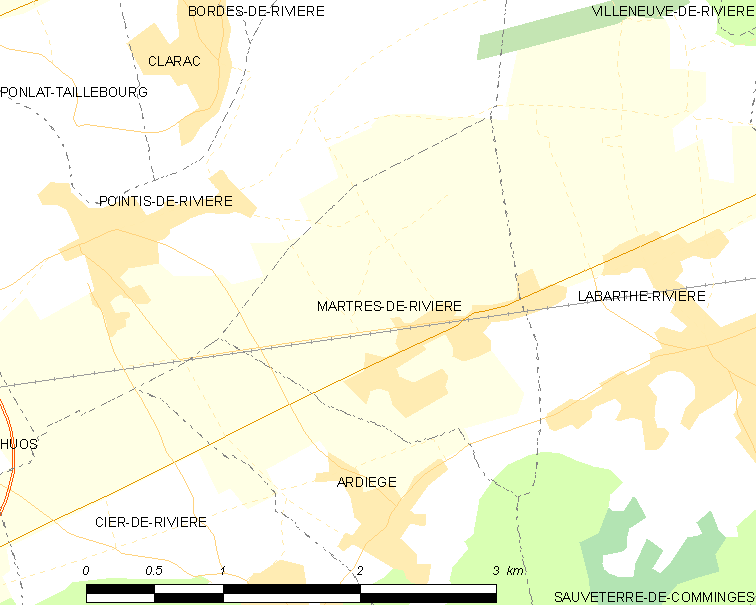
Карта коммуны

Коммуна расположена приблизительно в 660 км к югу от Парижа, в 90 км к юго-западу от Тулузы.

## Климат
Климат умеренно-океанический. Зима мягкая и снежная, весна характеризуется сильными дождями и грозами, лето сухое и жаркое, осень солнечная. Преобладают сильные юго-восточные и северо-западные ветры.

## Население
Население коммуны на 2010 год составляло 386 человек.
| 1962 | 1968 | 1975 | 1982 | 1990 | 1999 | 2010 |
| ---- | ---- | ---- | ---- | ---- | ---- | ---- |
| 224  | 229  | 240  | 276  | 292  | 307  | 386  |

## Администрация
| Период | Период | Фамилия             | Партия                  | Примечания |
| ------ | ------ | ------------------- | ----------------------- | ---------- |
| 1989   | 2014   | Мишель Дальтен      | Социалистическая партия |            |
| 2014   | 2020   | Жан-Поль Сальватико |                         |            |

## Экономика
В 2010 году среди 241 человека трудоспособного возраста (15—64 лет) 187 были экономически активными, 54 — неактивными (показатель активности — 77,6 %, в 1999 году было 68,6 %). Из 187 активных жителей работали 170 человек (85 мужчин и 85 женщин), безработных было 17 (7 мужчин и 10 женщин). Среди 54 неактивных 24 человека были учениками или студентами, 19 — пенсионерами, 11 были неактивными по другим причинам.